# 자크 라캉
자크 라캉(Jacques Lacan, 1902년 4월 30일 파리 3구 - 1981년 9월 30일 파리 6구)은 프랑스의 정신의학자, 정신분석학자이다.

## 생애
1902년 프랑스의 파리시에서 태어났다.
고등사범학교에서 처음으로 철학을 접하였고, 이후 의학과 정신병리학을 배웠다. 1932년에 의학 학위를 취득하였다. 그는 1930년대 초현실주의 화가, 작가들의 무의식에 대한 탐구와 표출에 영향을 받아 무의식의 정신세계를 언어학적으로 탐구하는 데에 일찍이 관심을 보였다.
1936년 파리 정신분석학회에 가입하였다. 그는 그의 '프로이트로의 회귀'라는 명분에 의한 기존 정신학에 대한 비판으로 인하여 다른 정신분석학자들로부터 많은 비판을 받았다. 1953년 그는 파리정신분석학회(프랑스어: Société Parisienne de Psychoanalyse)의 회장이 되었으나, 6개월 만에 교육 방식으로 인한 갈등으로 그와 그의 추종자들은 파리정신분석학회를 탈퇴하여 프랑스정신분석학회(프랑스어: Société Française de Psychanalyse)를 조직하였다. 같은해 그는 파리 대학교에서 세미나를 시작하였는데 이 세미나는 정신분석학자들 뿐만 아니라 장 이폴리트와 폴 리쾨르와 같은 철학자들에게서도 많은 관심을 끌었다. 이 세미나는 1979년까지 계속되었다. 라캉은 무의식이 언어와 같은 구조를 가지고 있다고 주장하였다. 그는 비정통적인 분석법을 사용하였고 치료가 정신분석학의 목표라는 생각을 거부하였는데, 이로 인해서 많은 동료학자들과 멀어지게 되었다. 1963년 국제정신분석학회가 프랑스정신분석학회의 가입을 위해서 학회에서 라캉을 교육 분석가 목록에서 제외할 것을 요구하자 그는 프랑스정신분석학회를 탈퇴하였다. 1964년 파리프로이트학회를 창설하였는데, 이 단체는 1980년 라캉 스스로에 의해서 프로이트의 이론을 충분히 추종하지 못하였다는 이유로 해산되었다. 1966년 논문집 Écrits의 간행으로 유명해져 구조주의의 대표적인 학자로 떠올랐다.
1981년 파리시에서 사망하였다.

## 주요 업적

### 거울 단계 이론
라캉의 거울 단계 이론은 1936년 마리앙바드의 회의에서 처음으로 소개되었다. 비록 이 이론은 프로이트의 나르시시즘 이론의 재구성이기는 하였으나, 주체의 상태에 대한 철학적 반영에 대해 중요한 영향을 끼쳤다.
라캉에 따르면 자아는 이상적 단일성•완결성을 표하며, 또한 자아는 자아 자신이 아닌 ‘이미지’와의 동일시에 의한 결과이다.
그는 ego가 6개월 ~ 18개월 사이 유아기에 형성되는 것으로 보았고, 유아는 타자를 비추는 거울을 통해 그 ‘환영’과 자신을 동일시하게 되고, 그에 대해 ego를 형성한다는 것이다. 이러한 ego는 진정한 자아가 아닌 '오인의 자아'로, 안정적 중심을 결여한 주체로서 나타나게 된다. 때문에 완전성의 이미지를 추구하게 되며, 또한 완전성의 이미지와 동일시한다고 본다. 이러한 이론은 인간이 스스로 인식하는 주체의 불완전성을 제시한다.
라캉은 ‘주체’를 문화(언어와 욕망) 상호작용의 산물로 인식하며, 인간의 욕망이 타자와의 상호주관적 관계를 중재하는 ‘언어•상징 체계의 상호작용’에서 나타난다고 보았다. 즉, 라캉은 주체가 사회적 위치를 갖기 위해서는 반드시 언어 혹은 상징적 ‘질서’로 들어가야만 하며, 때문에 인간의 ‘실질적 주체'는 억압되어 나타난다고 보았다. 인간의 주체가 상징적 영역으로 들어갈 때, 정체성을 지닌 독립된 나로서 언어속의 한 기표(언어적 표시)를 담당하지만, 동시에 ‘기의(언어적 의미)’로의 접근은 금지당한다. 즉, 인간의 주체는 ‘분할’된 존재로서, 구조주의 영역에서 상징적으로 제시되는 기표의 위치를 가지는 주체이지만, 기의에서 그의 본질적 욕망은 결여되는 것이다.
라캉은 이러한 구조주의 언어 설명을 통해, 주체와 인간의 본질적 욕망은 결합할 수 없으며, 주체는 본질적 욕망을 실현할 도구를 찾아 동일시하지만, 결합될 수 없기 때문에 인간의 본질적 욕구는 영원히 충족되지 않는다는 욕망의 ‘환유적 운동’을 제시했다.

## 비판
앨런 소칼과 장 브리크몽은 라캉이 위상학 등 수학 분야의 용어를 사용한 것, 라캉 스스로 이해하지 못하는 과학적 개념을 오남용한 것 등을 비판하면서 라캉을 "습자지 지식꾼"(superficial erudition)이라 칭하였다. 다만 그들은 라캉 저술의 순수히 정신분석학적 부분에 대해서는 논쟁하지 않았다. 리처드 도킨스는 라캉이 "사기꾼인 것을 납득시키기 위해 굳이 수학 전문가의 의견을 들이댈 필요도 없다"고 하였다.
그 외에도 여러 사람들이 라캉의 저술들을 평가절하 하였다. 프랑수아 로스탕은 라캉 저술을 "사이비과학자의 무의미한 횡설수설로 이루어진 앞뒤 안 맞는 물건"이라 하였으며, 노엄 촘스키는 라캉은 "웃기는 자이며 자의식과잉 돌팔이임이 분명하다"고 했다. 과거 라캉 분석가였던 딜런 에반스는 나중에는 라캉주의는 과학적 기반이 부재하며 환자들을 돕기보다는 해를 끼친다며 라캉주의를 포기하고 라캉의 작품들을 "성전" 취급하는 라캉 추종자들을 비판하였다. 리처드 웹스터는 라캉에게서 찾을 수 있는 것은 모호함과 오만함, 그리고 그 결과 생겨난 "라캉교"(Cult of Lacan) 뿐이라고 매도하였다.

## 저서
라캉은 1966년 《에크리 (Écrits)》를 출판하였다. 《에크리》는 구조적인 관점에서의 프로이트적 분석에 대한 논문집이다. 이 논문집은 그의 생각에 대한 절대적 해석이 불가능하게끔 쓰여져 있다. 1973년에서 1981년까지 출판된 그의 세미나의 의사록은 이에 비해서는 독자들이 좀 더 쉽게 접근할 수 있다.

## 참고 문헌
- ed. by D. M. Borchert et al., Encyclopedia of philosophy, 2nd edition, Detroit: Thomson Gale; New York: Macmillan Reference USA, 2006.
- ed. by Encyclopaedia Britannica, inc., The New Encyclopaedia britannica, 15th edition, Chicago: Encyclopaedia britannica, 2007.
- ed. by Grolier Incorporated., The Encyclopedia Americana, Danbury: Grolier, 1994.
- 學園出版公社 事典編纂局 편, 《學園世界大百科事典》, 서울: 學園出版公社, 1993.